# باشگاه فوتسال سن‌ایچ
باشگاه فوتسال سن‌ایچ یک باشگاه فوتسال در شهر ساوه، ایران است.
این تیم در سال ۱۳۹۶ پس از قرار گرفتن در رتبه اول گروه ۱ لیگ دسته اول فوتسال ایران و برتری در دو بازی رفت و برگشت در مرحله حذفی برابر باشگاه فوتسال مبل کریمی البرز به لیگ برتر فوتسال ایران صعود کرد. باشگاه سن‌ایچ در فصل ۱۳۹۵ با تساوی مقابل باشگاه فوتبال مقاومت قرچک در آخرین دیدار دور دوم لیگ دسته اول فوتسال از صعود به لیگ برتر فوتسال ایران باز مانده بود.

## عملکرد
| فصل       | لیگ      | رتبه       | توضیح                                   |
| --------- | -------- | ---------- | --------------------------------------- |
| ۱۳۹۳-۱۳۹۴ | دسته دوم |            | صعود به لیگ دسته اول                    |
| ۱۳۹۴-۱۳۹۵ | دسته اول | دوم        |                                         |
| ۱۳۹۵-۱۳۹۶ | دسته اول | اول گروه ۲ |                                         |
| ۱۳۹۶      | دسته اول | اول گروه ۱ | قهرمان و صعود به لیگ برتر در مرحله حذفی |